# Deutsche Freie-Partie-Meisterschaft 2015/16
Die Deutsche Freie-Partie-Meisterschaft 2015/16 ist eine Billard-Turnierserie und fand vom 14. bis zum 15. November 2015 in Bad Wildungen
zum 48. Mal statt.

## Geschichte
Deutscher Meister in der Freien Partie wurde zum ersten Mal Thomas Berger aus Wiesbaden. Nachdem er in der Gruppenphase gegen Sven Daske mit 21:300 in drei Aufnahmen verloren hatte, nahm er im Finale Revanche und besiegte Sven Daske mit 300:232 in einer Aufnahme. Aber Daske erzielte wieder einmal alle Turnierrekorde. Den dritten Platz teilten sich der Titelverteidiger Dieter Steinberger und Manuel Orttmann.
Die Ergebnisse sind aus eigenen Unterlagen. Ergänzt wurden Informationen aus der österreichischen Billard-Zeitung Billard.

## Modus
Gespielt wurden zwei Vorrundengruppen à vier Spieler im Round-Robin-Modus bis 300 Punkte oder 15 Aufnahmen. Die zwei Gruppenbesten kamen ins Halbfinale und spielten den Sieger aus
Die Endplatzierung ergab sich aus folgenden Kriterien:
1. Matchpunkte
2. Generaldurchschnitt (GD)
3. Höchstserie (HS)

## Teilnehmer
1. Dieter Steinberger (Kempten), Titelverteidiger
2. Thomas Berger (Wiesbaden)
3. Sven Daske (Langendamm)
4. Carsten Lässig (Coesfeld)
5. Markus Melerski (Hilden)
6. Manuel Orttmann (Neustadt/Orla)
7. Christian Pöther (Dortmund)
8. Arnd Riedel (Wedel)

## Turnierverlauf

### Gruppenphase
| MP    | Match Points (Sieger = 2; Unentschieden = 1; Verlierer = 0) |
| Pkte. | Erzielte Karambolagen                                       |
| Aufn. | Benötigte Versuche                                          |
| GD    | Generaldurchschnitt                                         |
| BED   | Bester Einzeldurchschnitt eines Spielers                    |
| HS    | Höchstserie                                                 |
|       | Bester GD des Turniers                                      |
|       | Bester ED des Turniers                                      |
|       | Beste HS des Turniers                                       |
|       | 1. Platz (Gold)                                             |
|       | 2. Platz (Silber)                                           |
|       | 3. Platz (Bronze)                                           |

| Platz                      | Name               | MP  | Pkte. | Aufn. | GD    | BED   | HS  |
| -------------------------- | ------------------ | --- | ----- | ----- | ----- | ----- | --- |
| 1                          | Dieter Steinberger | 5:1 | 900   | 22    | 40,90 | 75,00 | 140 |
| 2                          | Manuel Orttmann    | 3:3 | 824   | 24    | 34,33 | 75,00 | 207 |
| 3                          | Markus Melerski    | 2:4 | 720   | 24    | 30,00 | 50,00 | 159 |
| 4                          | Carsten Lässig     | 2:4 | 780   | 26    | 30,00 | 23,07 | 137 |
| Gruppendurchschnitt: 33,58 |                    |     |       |       |       |       |     |

| Platz                      | Name             | MP  | Pkte. | Aufn. | GD     | BED    | HS  |
| -------------------------- | ---------------- | --- | ----- | ----- | ------ | ------ | --- |
| 1                          | Sven Daske       | 5:1 | 900   | 8     | 112,50 | 300,00 | 300 |
| 2                          | Thomas Berger    | 4:2 | 621   | 17    | 36,52  | 100,00 | 203 |
| 3                          | Arnd Riedel      | 3:3 | 756   | 12    | 63,00  | 75,00  | 221 |
| 4                          | Christian Pöther | 0:6 | 167   | 17    | 9,82   | –      | 98  |
| Gruppendurchschnitt: 45,25 |                  |     |       |       |        |        |     |

### Finalrunde
| 1. Halbfinale      |     |     |   |        |        |     |
| Dieter Steinberger | 0:2 | 9   | 3 | 3,00   | –      | 6   |
| Thomas Berger      | 2:0 | 300 | 3 | 100,00 | 100,00 | 298 |
| 2. Halbfinale      |     |     |   |        |        |     |
| Sven Daske         | 2:0 | 300 | 3 | 100,00 | 100,00 | 300 |
| Manuel Orttmann    | 0:2 | 5   | 3 | 1,66   | –      | 4   |

| Finale        |     |     |   |        |        |     |
| Thomas Berger | 2:0 | 300 | 1 | 300,00 | 300,00 | 300 |
| Sven Daske    | 0:2 | 232 | 1 | 232,00 | –      | 232 |

## Abschlusstabelle
| MP    | Match Punkte (Sieger = 2; Unentschieden = 1; Verlierer = 0) |
| SV    | Satzverhältnis (nur bei Turnieren im Satzsystem)            |
| Pkte. | Erzielte Karambolagen                                       |
| Aufn. | benötigte Aufnahmen                                         |
| GD    | Generaldurchschnitt                                         |
| MGD   | Mannschafts-Generaldurchschnitt                             |
| BED   | Bester Einzeldurchschnitt eines Spielers                    |
| BEMD  | Bester Einzeldurchschnitt einer Mannschaft                  |
| BSD   | Bester Satzdurchschnitt eines Spielers                      |
| HS    | Höchstserie                                                 |
| WRP   | Weltranglistenpunkte                                        |

| Klassement                 | Klassement | Klassement         | Klassement | Klassement | Klassement | Klassement | Klassement | Klassement | Klassement |
| Phase                      | Platz      | Name               | MP         | Pkt.       | Aufn.      | GD         | BED        | HS         |            |
| -------------------------- | ---------- | ------------------ | ---------- | ---------- | ---------- | ---------- | ---------- | ---------- | ---------- |
| Finale                     | 1          | Thomas Berger      | 8:2        | 1221       | 21         | 58,14      | 300,00     | 300        |            |
| Finale                     | 2          | Sven Daske         | 7:3        | 1432       | 12         | 119,33     | 300,00     | 300        |            |
| Halb- finale               | 3          | Dieter Steinberger | 5:3        | 909        | 25         | 36,36      | 75,00      | 140        |            |
| Halb- finale               | 3          | Manuel Orttmann    | 3:5        | 829        | 27         | 30,70      | 75,00      | 207        |            |
| Gruppen- phase             | 5          | Arnd Riedel        | 3:3        | 756        | 12         | 63,00      | 75,00      | 221        |            |
| Gruppen- phase             | 6          | Markus Melerski    | 2:4        | 720        | 24         | 30,00      | 50,00      | 159        |            |
| Gruppen- phase             | 7          | Carsten Lässig     | 2:4        | 780        | 26         | 30,00      | 23,07      | 137        |            |
| Gruppen- phase             | 8          | Christian Pöther   | 0:6        | 167        | 17         | 9,82       | –          | 98         |            |
| Turnierdurchschnitt: 41,54 |            |                    |            |            |            |            |            |            |            |